# Dare (La La La)
Dare (La La La) è un singolo della cantante colombiana Shakira, pubblicato il 28 marzo 2014 come terzo estratto dal decimo album in studio Shakira.

## Descrizione
Il brano, di tipo dance pop, con ritmi richiamanti quelli latini, segna il ritorno della cantante a due anni dal suo ultimo lavoro discografico studio Sale el sol ed è stato il secondo tema musicale del mondiale di calcio FIFA 2014.
Il brano era inizialmente denominato Truth or Dare e avrebbe dovuto essere il singolo di lancio del decimo album della cantante, atteso per il 2013. La canzone, la cui presunta pubblicazione era prevista per il 17 settembre 2012 e successivamente per gennaio 2013, fu rimandata a causa della gravidanza della cantante. Il 13 gennaio 2014 è stato pubblicato Can't Remember to Forget You che prese il posto di Truth or Dare come primo singolo estratto da Shakira.

## Video musicale
Shakira ha girato un videoclip a Lisbona, in Portogallo, nel giugno del 2012. Il videoclip, diretto da Anthony Mandler, è stato pubblicato il 7 maggio 2014.
Il 22 maggio 2014 è stato pubblicato il videoclip della b-side del singolo, La La La (Brazil 2014), sul profilo Vevo della cantante. Nel video, oltre ad apparire Carlinhos Brown, sono apparsi vari calciatori come Lionel Messi, Neymar, Sergio Agüero, Cesc Fàbregas, Falcao, Gerard Piqué e James Rodríguez.

## Tracce
CD singolo (Europa)
1. Dare (La La La) – 3:09
2. La La La (Brazil 2014) (featuring Carlinhos Brown) – 3:16

Download digitale
1. Dare (La La La) (Chuckie Remix) – 4:20
2. Dare (La La La) (Chus & Ceballos Brazil Fiesta Remix) – 4:45

## Formazione
- Shakira – voce, arrangiamento percussioni
- Dr. Luke – chitarra, programmazione
- Dave Clauss – chitarra, programmazione aggiuntiva
- J2, Cirkut e Billboard – programmazione
- Carlinhos Brown – arrangiamento percussioni

## Classifiche

### Classifiche settimanali
| Classifica (2014)    | Posizione massima |
| -------------------- | ----------------- |
| Austria              | 14                |
| Belgio (Fiandre)     | 9                 |
| Belgio (Vallonia)    | 3                 |
| Canada               | 80                |
| Colombia             | 3                 |
| Corea del Sud        | 10                |
| Finlandia (digitale) | 7                 |
| Francia              | 11                |
| Germania             | 12                |
| Irlanda              | 67                |
| Italia               | 3                 |
| Lussemburgo          | 4                 |
| Messico              | 10                |
| Paesi Bassi          | 61                |
| Polonia              | 9                 |
| Spagna               | 6                 |
| Stati Uniti (dance)  | 11                |
| Stati Uniti (latin)  | 37                |
| Svizzera             | 3                 |
| Ucraina              | 21                |

### Classifiche di fine anno
| Classifica (2014) | Posizione |
| ----------------- | --------- |
| Italia            | 49        |